# 山本小鐵子
山本小鐵子，日本女性BL漫畫家與小說插畫家，現居大阪。出生於1月4日，摩羯座，A型血。左撇子，喜歡鳥類，家中有兩隻鸚鵡，此外亦熱衷於觀賞棒球賽事及收集相關物品，經常將個人興趣和生活經驗融入原創的漫畫作品之中。
筆名來自已故日本職業摔角選手山本小鉄，又因為自己是女生，故在後面加上一個「子」字。
目前主要從事創作連載漫畫、繪製小說插圖與協助小說漫畫化等工作，作品經常刊登於幻冬舍、大洋図書、海王社、白泉社等日本知名出版社的雜誌之中。
原創作品風格溫馨自然，內容有趣而詼諧，取材貼近生活，結局喜劇為主。不過做為BL漫畫家，其作品的性愛場面明顯偏少，用較多篇幅描繪主角間的曖昧情愫。

## 經歷
起初是以少女漫畫家的身分出道，在1995、1996年期間曾以為名，在白泉社雜誌《花與夢》發表、等漫畫作品，但過程並不順利，以致於均未進一步集結成單行本。此外亦曾以為筆名。
後來經朋友影響，接觸到同人誌販售會與相關作品，轉而成為同人誌作家，也開始從事跟BL相關的二次創作，直至今日仍以與為社團名稱參與同人活動，作畫內容大多是參考日本偶像團體Kinki Kids以及動畫《新機動戰記鋼彈W》中的角色衍生而來。近年投入漫畫《影子籃球員》的同人創作，並主打「黃黑」配對，現已推出《AS YOU LIKE IT》、《first xxx》、《I love you》、《Facta ,non verba》、等作品。
2001年，受業界編輯邀約，開始嘗試創作並發行BL向的連載漫畫與單行本，持續至今。本身是業界少見的高產量作家，每個月平均要更新四部作品，完成一百頁以上的創作，目前手上有九部作品正在連載，主要負責故事發想以及原畫、上線的部分，其他部分是由助手田中小姐協助。
過去除了同人誌活動外很少公開露面，自2011年起，才開始配合部分單行本之新刊出版，在日本各地舉辦個人簽名會。2013年8月15日，更接受臺灣東販之邀請來臺灣（前一天已先到臺灣），於第14屆漫畫博覽會開幕當天舉辦簽名會，作品《野蠻情人》第六冊中文版亦同日發行，這是小鐵子個人生涯第一次造訪臺灣。

## 作品
套色者為連載中、未完結的漫畫。

### 代繪漫畫
依他人之原著小說內容，漫畫化後的非原創作品，劇情不限於BL題材。
| 中文譯名                    | 日文原名         | 連載雜誌    | 出版年月   | 冊數  | 出版社        | 備註                                                                                     |
| --------------------------- | ---------------- | ----------- | ---------- | ----- | ------------- | ---------------------------------------------------------------------------------------- |
| 藍色陰影                    | 死にぞこないの青 | 月刊Birz    | 2003年9月  | 全1冊 | 幻冬舍 長鴻   | 乙一原作                                                                                 |
| 黑祠之島                    | 黒祠の島         | 月刊Birz    | 2005年11月 | 全3冊 | 幻冬舍 尖端   | 小野不由美原作                                                                           |
| 明天的你即將離去            |                  | RuTiLe      | 2007年4月  | 全1冊 | 幻冬舍 長鴻   | 崎谷はるひ原作，BL向 小說版譯名為「明天的你已經不在」，由原動力文化出版 與《》為相關作品 |
| 越過17歲的春天              |                  | Comic BIRZ  | 2007年11月 | 全2冊 | 幻冬舍 原動力 | 小野不由美原作                                                                           |
| 擁抱那一天的你              |                  | RuTiLe      | 2008年7月  | 全2冊 | 幻冬舍 長鴻   | 崎谷はるひ原作，BL向 與《》為相關作品                                                    |
| 名偵探音野順事件簿 （暫譯） |                  | Comic BIRZ  | 2010年2月  | 全4冊 | 幻冬舍        | 北山猛邦原作                                                                             |
| 蜜糖甜心♥廚房               |                  | Comic Spica | 2012年5月  | 全4冊 | 幻冬舍 長鴻   | 七尾すず原作                                                                             |
| 我們的日記                  |                  | Comic Spica | 2014年8月  | 全3冊 | 幻冬舍 長鴻   | 七尾すず原作 連載中（第9話）                                                             |

### 既刊漫畫
已有部分或全部單行本化的原創作品，均為BL向。
| 中文譯名            | 日文原名 | 連載雜誌          | 出版年月   | 冊數  | 出版社                   | 備註                                                          |
| ------------------- | -------- | ----------------- | ---------- | ----- | ------------------------ | ------------------------------------------------------------- |
| 右手槍 左手愛       |          | RuTiLe            | 2003年4月  | 全1冊 | 幻冬舍 長鴻              | 生涯第一本BL向漫畫單行本                                      |
| Brothers─兄弟新生活 |          | Comic BIRZ        | 2003年7月  | 全2冊 | 幻冬舍 長鴻              | 生涯第一個雜誌連載漫畫作品                                    |
| 愛情GOGO！          |          | GUSH              | 2005年2月  | 全1冊 | 海王社 臺灣東販 一代匯集 |                                                               |
| 愛與陷阱            |          | CRAFT             | 2005年11月 | 全1冊 | 大洋圖書 尚禾文化        |                                                               |
| 我們的幸福宣言      |          | CRAFT             | 2005年11月 | 全1冊 | 大洋圖書 尚禾文化        |                                                               |
| 就是愛悶騷男        |          | GUSH              | 2007年1月  | 全1冊 | 海王社 臺灣東販          |                                                               |
| 臉紅心跳戀愛中      |          | CRAFT             | 2007年5月  | 全1冊 | 大洋圖書 尚禾文化        | 《》的續集                                                    |
| 野蠻情人            |          | GUSH              | 2008年7月  | 8冊   | 海王社 臺灣東販 IDP      | 連載中（第16話 後篇） 第1-15話已收錄於單行本 暫與《》輪流連載 |
| 戀心花滿開          |          | Hertz             | 2009年2月  | 全2冊 | 大洋圖書 尚禾文化        | 《》收錄短篇《》的續集 與《》為相關作品                       |
| 野雀的戀空          |          | CRAFT             | 2009年7月  | 全2冊 | 大洋圖書 尚禾文化        |                                                               |
| 好想大聲說愛你      |          | GUSH              | 2010年2月  | 全1冊 | 海王社 臺灣東販 IDP      |                                                               |
| 我的幸運數字13      |          | RuTiLe            | 2010年7月  | 全2冊 | 幻冬舍 長鴻              |                                                               |
| 瘋狂灰姑娘          |          | Hertz → ihr Hertz | 2011年2月  | 4冊   | 大洋圖書 尚禾文化        |                                                               |
| 貓頭鷹愛上天鵝      |          | CRAFT             | 2012年7月  | 全1冊 | 大洋圖書 尚禾文化        | 《》的續集                                                    |
| 今夜又失眠          |          | RuTiLe            | 2012年8月  | 3冊   | 幻冬舍 長鴻              |                                                               |
| 小僧來參訪          |          | GUSH              | 2012年10月 | 3冊   | 海王社 東立 IDP          |                                                               |
| 我們的願望          |          | CRAFT             | 2013年12月 | 1冊   | 大洋圖書 青文            | 與《》為相關作品                                              |

### 連載漫畫
在雜誌上持續連載，尚未單行本化的原創作品。
| 中文譯名                   | 日文原名 | 連載雜誌        | 連載年月   | 出版社          | 備註                       |
| -------------------------- | -------- | --------------- | ---------- | --------------- | -------------------------- |
| Brothers＋ （暫譯）        |          | RuTiLe SWEET    | 2012年10月 | 幻冬舍          | 連載中（第9話） 《》的續集 |
| 歡迎光臨真坂堂 （暫譯）    |          | MAGAZINE BE×BOY | 2012年3月  | Libre（リブレ） | 連載中（第2話）            |
| Love and Baseball （暫譯） |          | 花丸漫畫        | 2013年10月 | 白泉社          | 連載中（第2話）            |
| 今夜與你同眠 （暫譯）      |          | RuTiLe          | 2014年9月  | 幻冬舍          | 連載中（第3話）            |

### 短篇完結漫畫
在雜誌上曾經出現，但刊載一話後未持續連載，亦未單行本化的原創作品，均為BL向。
| 日文原名 | 刊載雜誌  | 刊載年月   | 話數  | 出版社                        | 備註 |
| -------- | --------- | ---------- | ----- | ----------------------------- | ---- |
|          | Junk!Boy! | 2010年8月  | 全1話 | Libre（）                     |      |
|          | b-boy     | 2010年9月  | 全1話 | Libre（）                     |      |
|          | drap      | 2012年1月  | 全1話 | Core Magazine（コアマガジン） |      |
|          | Melody    | 2014年10月 | 全1話 | 白泉社                        |      |

### 小冊子
做為相關紀念活動的贈品，劇情多為原創作品之番外，均為BL向。
| 日文原名           | 出版年月   | 冊數  | 出版社   | 備註                                                           |
| ------------------ | ---------- | ----- | -------- | -------------------------------------------------------------- |
|                    | 2005年11月 | 全1冊 | 大洋圖書 | 《》與《》同時發行紀念 亦收錄於《iHertZ》band.7 特集「嫉妬」中 |
|                    | 2010年2月  | 全1冊 | 海王社   | 《》3 與《》同時發行紀念                                       |
|                    | 2012年4月  | 全1冊 | 海王社   | 《》5 簽名會贈品                                               |
| GUSH special paper | 2012年5月  | 全1冊 | 海王社   | 《GUSH》雜誌第100號發行紀念 《GUSH》2012年5月號贈品            |
|                    | 2013年4月  | 全1冊 | 海王社   | 《》6 簽名會贈品                                               |

### 廣播劇CD
原創作品有聲化後的專輯，均為BL向。
| 日文原名 | 發行年月   | 枚數  | 發行單位        | 主要角色（聲優）                                                                    |
| -------- | ---------- | ----- | --------------- | ----------------------------------------------------------------------------------- |
|          | 2006年6月  | 全2枚 | Atis Collection | 渡邊克里斯（福山潤） 渡邊徹（平川大輔） 鬼龍院禮（宮田幸季） 山田伊知郎（谷山紀章） |
|          | 2007年12月 | 全1枚 | Fifth Avenue    | 櫻田千尋（鈴村健一） 蒲生圭吾（游佐浩二） 桶澤輝（小野大輔） 櫻田美鈴（野田順子）   |
|          | 2008年10月 | 3枚   | Fifth Avenue    | 上田朝春（中村悠一） 後藤田輝（柿原徹也） 山瀨靖幸（下野紘） 滝米花（三宅健太）     |
|          | 2010年1月  | 全1枚 | Spice Visual    | 村上大志（梶裕貴） 藤森春彥（小西克幸） 櫻井良（杉山纪彰） 續木敏夫（千葉進步）     |

### 小說插畫
於他人之原著小說作品中，協助封面、封底與內頁部分之插畫。
一般向作品
- 小野不由美（2009年7月）。幻冬舍，Comics（コミックス）漫画文庫，全2冊。
- 乙一（2009年10月）。幻冬舍，Comics（コミックス）漫画文庫。
- 小野不由美（2013年4月）。幻冬舍，Comics（コミックス）漫画文庫。

BL向作品
- 月丘くらら（2004年4月）。大洋圖書，SHY Novels。
- 榊花月（2007年5月）。幻冬舍，RuTiLe（ルチル）文庫。
- 崎谷はるひ（2007年7月）。幻冬舍，RuTiLe（ルチル）文庫。
- 高岡ミズミ（2008年11月）。德間書店，Chara（キャラ）文庫。
- 一穂ミチ（2009年4月）。幻冬舍，RuTiLe（ルチル）文庫。
- 菱沢九月（2010年1月）。德間書店，Chara（キャラ）文庫。
- 小林典雅（2010年3月）。白泉社，花丸（ネットで）文庫。
- 桂生青依（2010年8月）。笠倉出版社，Cross Novels（クロスノベルス）。
- 桜木知沙子（2011年7月）。德間書店，Chara（キャラ）文庫。
- 剛しいら（2011年12月）。海王社，GUSH（ガッシュ）文庫。
- 楠田雅紀（2012年2月）。德間書店，Chara（キャラ）文庫。
- 安曇ひかる（2012年6月）。幻冬舍，RuTiLe（ルチル）文庫。
- 森田しほ（2012年7月）。幻冬舍，RuTiLe（ルチル）文庫。
- 雪代鞠絵（2012年12月）。幻冬舍，RuTiLe（ルチル）文庫。
- 小川いら（2013年11月）。幻冬舍，RuTiLe（ルチル）文庫。
- 剛しいら（2014年6月）。海王社，GUSH（ガッシュ）文庫。

## 商業誌出版簽名會
早年除了同人誌販售場合外，很少公開露面，自2011年起，商業誌簽名會次數才明顯增加。
| 日文原名 | 冊別  | 預約時間            | 簽名時間                   | 簽名地點                                                       | 出版社   |
| -------- | ----- | ------------------- | -------------------------- | -------------------------------------------------------------- | -------- |
|          | 第4冊 | 2011年2月19日 10:00 | 2011年3月13日 13:00、15:00 | 東京都豐島區西池袋1-18-12 藤久ビル西一號館B1F「芳林堂書店」    | 海王社   |
|          | 第5冊 | 2012年3月10日 10:30 | 2012年4月14日 14:00        | 東京都豐島區西池袋1-18-12 藤久ビル西一號館B1F「芳林堂書店」    | 海王社   |
|          | 第6冊 | 2013年3月20日 10:30 | 2013年4月14日 14:00        | 大阪府大阪市北區角田町8-47 阪急グランドビル30F「紀伊國屋書店」 | 海王社   |
|          | 第6冊 | 2013年7月30日 12:00 | 2013年8月15日 16:30        | 臺北市信義區信義路五段5號 「臺北世界貿易中心展覽大樓」         | 臺灣東販 |
|          | 第2冊 | 2013年7月29日 10:00 | 2013年8月24日 14:00        | 神奈川縣橫濱市西區南幸1-4-B1F 橫濱站西口コミック王国「有隣堂」 | 幻冬舍   |

## 榮譽
- 日本電子書網站「Renta!」與「upppi」曾於2012年11月13至19日，針對BL讀者進行調查，取得878份有效問卷，結果在「人氣作家」漫畫類中，山本小鐵子列為第四名，僅次於夏目維朔、山田靫和中村春菊[參⁠ 21]。
- 在日本BL指引類書籍《這本BL不得了！》2013年度版所做的調查中，作品《貓頭鷹愛上天鵝》（ふくろうくんとカレ）與日高翔子（日高ショーコ）所繪的《等待花開時》（花は咲くか）並列為第三十八名，這也是山本小鐵子首次名列於此排行之中（書中只列前二十名）[參⁠ 22]。

## 補充
- 因為漢字的關係，有些人會將山本小鐵子和「ヨネダコウ」相混淆。後者常用「ニトロ攻鉄」做為參與同人活動的筆名，所以一般簡稱為「攻鐵」，但與小鐵子是完全不同的漫畫家，頂多是在幾部雜誌上（CRAFT、ihr HertZ、RuTiLe）同時各自有連載作品而已。

以下資訊多來自漫畫後記中的自述。
- 座右銘是「看起來像就行了」[參⁠ 23]。
- 口音是大阪腔中號稱最為粗暴、激動的南河內腔[參⁠ 24] （參見近畿方言）。
- 喜歡職棒，收看電視轉播或者聽收音機，並支持在地的大阪近鐵猛牛隊（2005年後與歐力士藍浪隊合併為歐力士野牛隊）[參⁠ 25]。
- 全家都沒有打棒球的經驗，但是一起看比賽轉播時都會自動化身為解說員，而且最後總是會小吵一架作結[參⁠ 25] 。
- 不擅長用漢字替人物取名字，想到的多半是漢字單名，甚至曾經替不同人物取了相同名字而遭責任編輯糾正[參⁠ 26]。
- 不擅長想標題，經常把章節或單行本命名的工作丟給責任編輯處理[參⁠ 26] 。
- 過去畫少女漫畫時，必定有女生毆打男生的橋段[參⁠ 27]。
- 平時不太思考角色的生日[參⁠ 28]。
- 因為「筆下的男性看起來很情色」，而受到崎谷はるひ的青睞[參⁠ 29]。
- 平常都從家中騎腳踏車到工作室，途中會經過一個很大的蓄水池，認為如果出現鴨子，當天就是大吉，如果有烏龜把頭探出水面，就是中吉。[參⁠ 30]
- 喜歡吃東西但不會做料理，唯一有自信能端得上餐桌的是大阪燒（因為是大阪人）[參⁠ 31] 。
- 喜歡畫很會吃東西的角色，作品必定有吃東西的場面[參⁠ 27] 。
- 喜歡單眼皮，但很少畫單眼皮的受方[參⁠ 32]。
- 喜歡畫鞋子，但受限於角色姿態與分鏡限制，而少有機會可以畫[參⁠ 33]。
- 喜歡乳頭，所以畫很多進攻乳頭的畫面[參⁠ 34]。
- 喜歡年下攻的設定[參⁠ 26] [參⁠ 35]。
- 近年開始學習以電腦繪圖軟體上色，卻被責任編輯要求「請妳手繪上色」[參⁠ 27] 。

## 備註
1. ↑  目前持續連載山本小鐵子漫畫作品的雜誌當中，海王社的《GUSH》及幻冬舍的《Comic Spica》為月刊；幻冬舍的《RuTiLe》、《RuTiLe SWEET》以及大洋圖書的《ihr HertZ》為隔月刊；大洋圖書的《CRAFT》以及白泉社的《花丸漫畫》則為季刊。
2. 1 2 3  出版年月為漫畫／小冊子（日版）首冊出版的時間。
3. 1 2  與兩書的相關點在於前書主角三尾朝陽的姊姊三尾夕奈，為後書主角六浦健吾的同事。
4. 1 2  與兩書的相關點在於後書主角最上隼人（三男），在前書主角村上大志與藤森春彥所經營的花店中打工，且該花店與最上家所經營的「紫羅蘭咖啡館」之間不超過步行十五分鐘的距離。
5. 1 2  連載年月為漫畫首話連載雜誌出版的時間。
6. ↑  《RuTiLe SWEET》為線上漫畫雜誌，雙月出刊，最新一期可免費閱讀。
7. ↑  《花丸漫畫》為線上漫畫雜誌，每季出刊，最新一期可免費閱讀。
8. ↑  《iHertZ》為線上漫畫雜誌，提供各期部份試閱。
9. ↑  發行年月為首枚廣播劇CD發行的時間。
10. ↑   註:

## 外部連結
出版社
- （日語）幻冬舍 （页面存档备份，存于）
- （日語）海王社
- （日語）大洋図書 （页面存档备份，存于）
- （法文）Boy's Love IDP （页面存档备份，存于）

編輯部網誌
- （日語）RuTiLe編輯部網誌（ルチル編集部ブログ） （页面存档备份，存于）
- （日語）Comic Spica編輯部網誌（Comicスピカ編集部ブログ）
- （日語）Gushnet

線上免費閱覽（正版）
- （日語）《iHertZ》 （页面存档备份，存于）
- （日語）《RuTiLe SWEET》 （页面存档备份，存于）
- （日語）《花丸漫畫》目錄
- （日語）《ラブアンドベースボール》 （页面存档备份，存于）